# Ricuzenius
Ricuzenius is een geslacht van straalvinnige vissen uit de familie van donderpadden (Cottidae).

## Soorten
- Ricuzenius nudithorax Bolin, 1936
- Ricuzenius pinetorum Jordan & Starks, 1904